# Dominik Samek

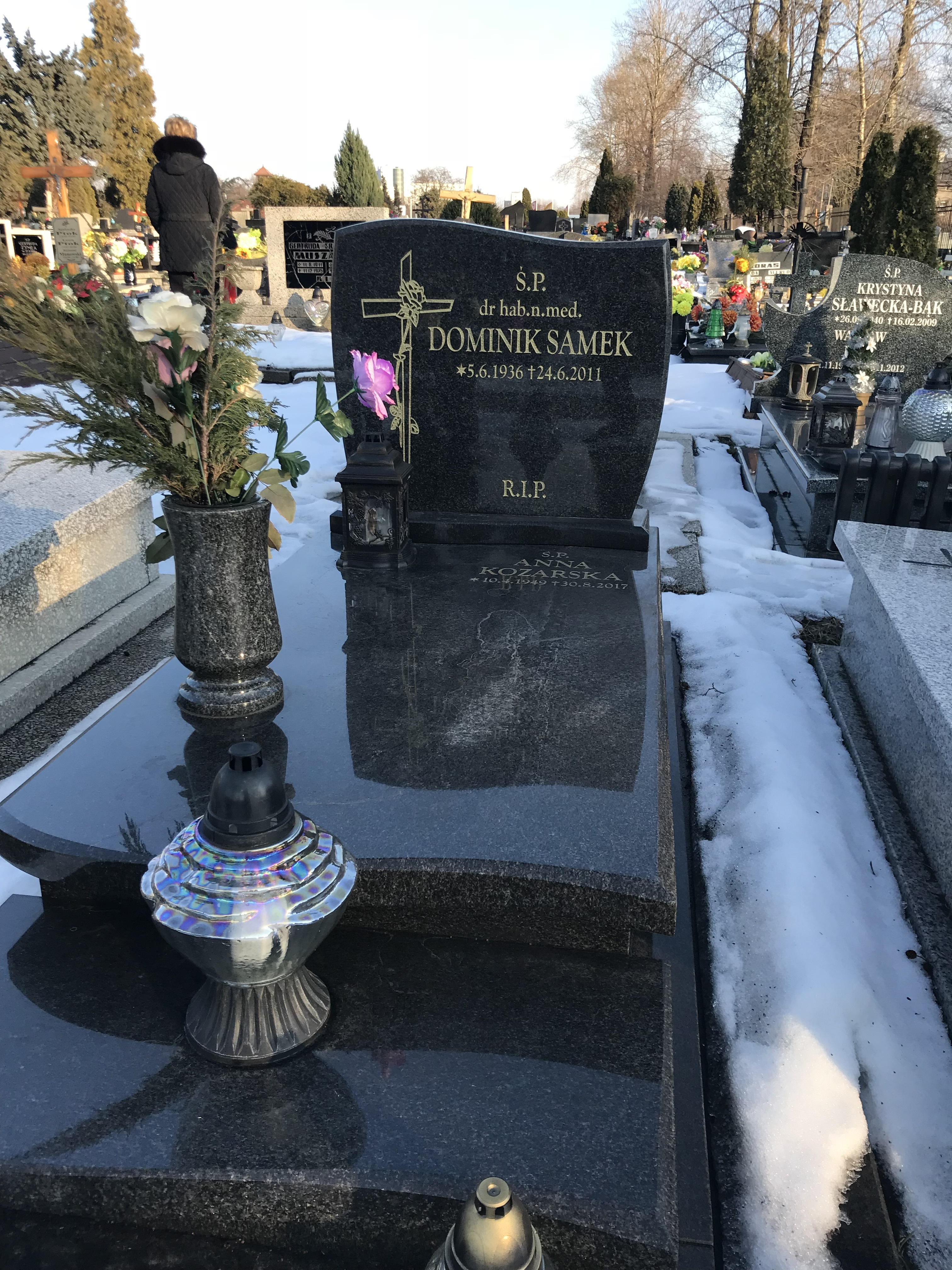
Grób prof. Dominika Samka na cmentarzu przy ul. Józefowskiej w Katowicach

Dominik Zbigniew Samek (ur. 5 czerwca 1936, zm. 24 czerwca 2011) – polski lekarz, doktor habilitowany nauk medycznych, docent Śląskiej Akademii Medycznej w Katowicach oraz profesor i rektor Śląskiej Wyższej Szkoły Medycznej w Katowicach. Specjalista w zakresie: biologia medyczna, fizjologia, neurofizjologia.

## Życiorys
W 1960 roku ukończył studia na Wydziale Lekarskim Śląskiej Akademii Medycznej w Zabrzu. Został tam kierownikiem Katedry i Zakładu Fizjologii. W 1989 r. otrzymał stopień doktora habilitowanego nauk medycznych (Dyscyplina: biologia medyczna, Specjalność: fizjologia) nadany przez Wydział Lekarski w Katowicach ŚlAM (tytuł pracy habilitacyjnej: Zachowanie się neuronów sercowo-naczynioruchowych rdzenia przedłużonego szczura w warunkach hypertermii i hypoglikemi). W latach 1990–1996 był prodziekanem Wydziału Lekarskiego macierzystej uczelni. W 2008 został rektorem i profesorem Śląskiej Wyższej Szkoły Medycznej w Katowicach.
Zmarł 24 czerwca 2011 roku. Został pochowany 28 czerwca 2011 roku na cmentarzu przy ulicy Józefowskiej w Katowicach.